# سمير محمد مأمون
سمير محمد مأمون
سمير محمد مأمون ( 1948 - 2016 ) هو أحد نجوم لعبة الغطس في مصر عبر التاريخ، فقد استطاع أن يضع نفسه في مكانة كبيرة ومتميزة في واحدة من الألعاب الشهيرة في مصر حيث حقق العديد من الإنجازات عبر مشواره الرياضي سواء مصري أو عربي أو بطولة العالم العسكري، والذي يعد من أهمها الفوز ببطولة العالم العسكري في عام 1968م، وتحدي جميع الصعوبات وأولها عدم وجود حمامات سباحة مناسبة للغطس في هذا الوقت .
عرف سمير مأمون بانه من ابرز لاعبي الغطس المصري علي مستوي العالم وسطع نجمه خلال فترة الستينيات والسبعنيات واخرج العديد من الابطال من تحت يده سواء في مصر أو الكويت وكان قدوة للعديد من اللاعبين في جيله .

## نشاته
ولد سمير محمد مأمون يوم الجمعة الموافق 12 نوفمبر 1948 بإحدي ضواحي الجيزة وتخرج من المعهد العالي للتربية الرياضية بالهرم سنة 1967 بتقدير جيد وبدأ ممارسة لعبة الغطس وهو في الخامسة من عمره وكان والده يساعده في التدريب من اجل ان يرتقي بمستواه الرياضي وبالفعل حقق أول بطولة للجمهورية تحت 12 سنة وهو عمره 9 سنوات مما يؤكد انه كان بطل عظيم . 
سمير مأمون متزوج وله عدد 2 من الأبناء سامر لاعب كرة مياه بالنادي الاهلي سابقاً ومدرب فيتنس سباحة حالياً ودنيا مسئولة موارد بشرية في شركة استشارات هندسية ورئيسة رابطة مشجعات الاهلي وتعتبر دنيا أول من قامت بانشاء رابطة مشجعات في مصر .

## انجازاته
بطل الجمهورية اعوام 1958 و 1959 و 1960 في السلم المتحرك في لعبة الغطس وبطل الجمهورية عام 1961 في السلم المتحرك والثابت عام 1961 و 1962 و 1963 وبطل مصر في السلم المتحرك منذ عام 1964 الي عام 1970 وعربيا المركز الثاني في السلم المتحرك عامي 1965 و 1966 والثالث في السلم المتحرك عام 1964 وفي بطولة العالم العسكري في إسبانيا المركز الأول في السلم المتحرك عام 1968 والثاني في السلم المتحرك عام 1967 والثالث في السلم المتحرك عامي 1969 و 1970 والثالث في السلم الثابت سنة 1967 . 
اما وهو مدرب فقد حقق العديد من الانجازات مع اندية الجزيرة والشمس والرواد بالعاشر من رمضان وفي الكويت مع اندية القادسية واليرموك والسالمية وكاظمة ومثل منتخب الكويت للغطس العديد من اللاعبين الذين خرجوا من تحت يده .

## مدرب
1971 - 1975 نادي الجزيرة المصري
1976 - 1981 نادي اليرموك الكويتي
1982 - 1983 نادي القادسية الكويتي
1983 - 1990 نادي كاظمة الكويتي
1990 - 1995 نادي السالمية الكويتي
2004 نادي رواد العاشر
وفي معظم الاوقات عند العودة الي مصر كان يقود تدريب فريق نادي الجزيرة المصري .

## وفاته
توفي في فجر الأربعاء الموافق 24 فبراير 2016 بعد تعب شديد في الرئة .